# The Game Awards 2020
The Game Awards 2020 (сокр. TGA 2020) — седьмая по счёту ежегодная церемония награждения The Game Awards, отмечающая достижения в индустрии компьютерных игр и киберспорта. В силу пандемии COVID-19 на мероприятии, в отличие от предыдущих выставок, не было живой аудитории — вместо этого шоу проводилось онлайн ведущим Джеффом Кили 10 декабря 2020 года.
Игра The Last of Us Part II стала лауреатом премии «Игра года» одержав победу в 7 номинациях из 11, тем самым став абсолютным лидером по количество наград и номинаций за всю историю мероприятия.
По официальным данным, церемонию награждения The Game Awards 2020 в прямом эфире просмотрело более 83 млн зрителей со всего мира, что является рекордным показателем для шоу.

## Шоу
В силу пандемии COVID-19 основатель шоу Джефф Кили не желал проводить классическую церемонию награждения в 2020 году, и вместо этого начал работу с партнёрами для создания виртуального шоу. На церемонии использовались три небольших сцены в Лос-Анджелесе, Лондоне и Токио, на каждой из которых находится минимально необходимое количество народу — преимущественно персонал и ведущие. Все номинанты были заранее уведомлены, выиграли ли они награду. Кили заявил, что эти изменения не помешают им в ключить в шоу дополнительные мероприятия, как это было с предыдущими церемониями награждения. Также он исследует возможность одновременного использования нескольких площадок для проведения шоу в будущем. Как и на предыдущих церемониях, шоу транслировалось через 45 различных стриминговых платформ, и к нему были приурочены скидки во многих цифровых магазинах игр.

### Анонсы
Новые анонсы недавно выпущенных и грядущих игр были сделаны для Sea of Solitude, Myst, Nier Replicant ver.1.22474487139…, Super Smash Bros. Ultimate, Back 4 Blood, Forza Horizon 4, Warhammer 40,000: Darktide, Disco Elysium, Overcooked: All You Can Eat, Dragon Age 4, Warframe, Call of Duty: Black Ops Cold War, Fall Guys: Ultimate Knockout, Outriders, It Takes Two, Returnal, Microsoft Flight Simulator, Super Meat Boy Forever, The Elder Scrolls Online, Star Wars: Tales from the Galaxy’s Edge, Oddworld: Soulstorm, Monster Hunter Rise, Scarlet Nexus, Among Us и Fortnite.
Среди новых игр, анонсированных на церемонии:
- Ark II
- Century: Age of Ashes
- Crimson Desert
- Endless Dungeon
- Evil Dead: The Game
- Evil West
- F.I.S.T
- Ghosts 'n Goblins: Resurrection
- Loop Hero
- Неназванная игра Mass Effect
- Open Roads
- Perfect Dark
- Road 96
- Season
- Shady Part of Me
- Tchia
- The Callisto Protocol
- We Are OFK

## Награды
Номинанты были озвучены 18 ноября 2020 года, в этот же день началось голосование среди зрителей. Номинирована могла быть любая игра, выпуск которой прошёл до 20 ноября 2020 года. Выпуск номинируемых игр не обязательно должен был приходиться на 2020 год: Джефф Кили считает, что если если игра вышла несколькими годами раньше, но популярность обрела только в 2020 году, или же жюри считает, что игра имеет право претендовать на различные награды 2020 года, то такой вариант его «вполне устраивает»; в качестве примера он приводит Among Us и Hades, которые стали доступны для игры ещё в 2018 году. Кроме того, он допускает, что в будущем может появиться игра, которая способна выиграть премию «Игра года» несколько выставок The Game Awards подряд.
Победители определяются голосованием среди жюри (с весом 90 %) и зрителей (с весом 10 %), которое проводится на официальном сайте и через ряд социальных платформ, таких как Facebook и Twitter. Единственным исключением является категория «Самая ожидаемая игра», полностью определяемая голосованием среди зрителей. В 2020 году была добавлена новая награда «Инновация в сфере доступности», отмечающая игры или игровые технологии, решающие проблемы с доступностью.

### Игры
| Игра года Победитель: - The Last of Us Part II Номинанты: - Animal Crossing: New Horizons - Doom Eternal - Final Fantasy VII Remake - Ghost of Tsushima - Hades                                                   | Лучшая игровая режиссура Победитель: - The Last of Us Part II Номинанты: - Final Fantasy VII Remake - Ghost of Tsushima - Hades - Half-Life: Alyx |
| Лучшая поддерживаемая игра Победитель: - No Man’s Sky Номинанты: - Apex Legends - Destiny 2 - Call of Duty: Warzone - Fortnite                                                                                    | Лучшее игровое повествование Победитель: - The Last of Us Part II Номинанты: - 13 Sentinels: Aegis Rim - Final Fantasy VII Remake - Ghost of Tsushima - Hades |
| Лучшее визуальное оформление Победитель: - Ghost of Tsushima Номинанты: - Final Fantasy VII Remake - Hades - The Last of Us Part II - Ori and the Will of the Wisps                                               | Лучший саундтрек Победитель: - Final Fantasy VII Remake Номинанты: - Doom Eternal - Hades - The Last of Us Part II - Ori and the Will of the Wisps |
| Лучшее звуковое оформление Победитель: - The Last of Us Part II Номинанты: - Doom Eternal - Half-Life: Alyx - Ghost of Tsushima - Resident Evil 3                                                                 | Лучшая актёрская игра Победитель: - Лора Бэйли в роли Эбби Андерсон — The Last of Us Part II Номинанты: - Эшли Джонсон в роли Элли — The Last of Us Part II - Дайсукэ Цудзи в роли Дзина Сакаи — Ghost of Tsushima - Логан Каннингэм в роли Аида, Посейдона и Ахилла — Hades - Наджи Джетер в роли Майлза Моралеса — Spider-Man: Miles Morales |
| Наибольшее социальное влияние Победитель: - Tell Me Why Номинанты: - If Found… - Kentucky Route Zero - Spiritfarer - Through the Darkest of Times                                                                 | Лучшая независимая игра Победитель: - Hades Номинанты: - Carrion - Fall Guys - Spelunky 2 - Spiritfarer |
| Лучшая мобильная игра Победитель: - Among Us Номинанты: - Call of Duty: Mobile - Genshin Impact - Legends of Runeterra - Pokémon Café Mix                                                                         | Лучшая VR/AR-игра Победитель: - Half-Life: Alyx Номинанты: - Dreams - Iron Man VR - Star Wars Squadrons - The Walking Dead: Saints & Sinners |
| Лучшая экшен-игра Победитель: - Hades Номинанты: - Doom Eternal - Half-Life: Alyx - Nioh 2 - Streets of Rage 4 | Лучшая приключенческая экшен-игра Победитель: - The Last of Us Part II Номинанты: - Assassin’s Creed Valhalla - Ghost of Tsushima - Spider-Man: Miles Morales - Ori and the Will of the Wisps - Star Wars Jedi: Fallen Order |
| Лучшая ролевая игра Победитель: - Final Fantasy VII Remake Номинанты: - Genshin Impact - Persona 5 Royal - Wasteland 3 - Yakuza: Like a Dragon                                                                    | Лучший файтинг Победитель: - Mortal Kombat 11 Ultimate Номинанты: - Granblue Fantasy Versus - One-Punch Man: A Hero Nobody Knows - Under Night In-Birth Exe:Late[cl-r] |
| Лучшая семейная игра Победитель: - Animal Crossing: New Horizons Номинанты: - Crash Bandicoot 4: It’s About Time - Fall Guys - Mario Kart Live: Home Circuit - Minecraft Dungeons - Paper Mario: The Origami King | Лучший симулятор или стратегия Победитель: - Microsoft Flight Simulator Номинанты: - Crusader Kings III - Desperados III - Gears Tactics - XCOM: Chimera Squad |
| Лучшая спортивная/гоночная игра Победитель: - Tony Hawk’s Pro Skater 1 + 2 Номинанты: - Dirt 5 - F1 2020 - FIFA 21 - NBA 2K21                                                                                     | Лучшая многопользовательская игра Победитель: - Among Us Номинанты: - Animal Crossing: New Horizons - Call of Duty: Warzone - Fall Guys - Valorant |
| Лучший дебют инди-разработчика Победитель: - Phasmophobia Номинанты: - Carrion - Mortal Shell - Raji: An Ancient Epic - Röki                                                                                      | Лучшая поддержка сообщества Победитель: - Fall Guys Номинанты: - Apex Legends - Destiny 2 - Fortnite - No Man’s Sky - Valorant |
| Контент-мейкер года Победитель: - Рейчел «Valkyrae» Хофстеттер Номинанты: - Алана Пирс - Джей-Энн Лопес - Ник «NickMercs» Колчефф - Тимоти «TimtheTatman» Бетар                                                   | Инновация в сфере доступности Победитель: - The Last of Us Part II Номинанты: - Assassin’s Creed Valhalla - Grounded - Hyperdot - Watch Dogs: Legion |
| Самая ожидаемая игра Победитель: - Elden Ring Номинанты: - God of War - Halo Infinite - Horizon Forbidden West - Resident Evil: Village - сиквел The Legend of Zelda: Breath of the Wild                          | Голос игроков Победитель: - Ghost of Tsushima Номинанты: - Doom Eternal - Hades - The Last of Us Part II - Spider-Man: Miles Morales |

Источник:

### Киберспорт
| Лучшая киберспортивная дисциплина Победитель: - League of Legends Номинанты: - Call of Duty: Modern Warfare - Counter-Strike: Global Offensive - Fortnite - Valorant                                                                                | Лучший киберспортсмен Победитель: - Хео «Showmaker» Су (League of Legends) Номинанты: - Иэн «Crimsix» Портер (Call of Duty) - Ким «Canyon» Гьон-бу (League of Legends) - Энтони «Shotzzy» Куэвас-Кастро (Call of Duty) - Матье «ZywOo» Эрбо (Counter-Strike: Global Offensive) |
| Лучшая киберспортивная команда Победитель: - G2 Esports (League of Legends) Номинанты: - Damwon Gaming (League of Legends) - Dallas Empire (Call of Duty) - San Francisco Shock (Overwatch) - Team Secret (Dota 2)                                  | Лучший киберспортивный тренер Победитель: - Дэнни «zonic» Соренсен (Counter-Strike: Global Offensive) Номинанты: - Дэ-хи «Crusty» Пак (Overwatch) - Фабиан «Grabbz» Ломанн (League of Legends) - Ли «Zefa» Джэ Мин (League of Legends) - Раймонд «rambo» Люсье (Call of Duty)  |
| Лучшее киберспортивное мероприятие Победитель: - 2020 League of Legends World Championship Номинанты: - Blast Premier: Spring 2020 European Finals - Call of Duty League Championship 2020 - IEM Katowice 2020 - 2020 Overwatch League Grand Finals | Лучший киберспортивный ведущий Победитель: - Эфьё «sjokz» Депортере Номинанты: - Алекс «Goldenboy» Мендес - Алекс «Machine» Ричардсон - Джеймс «Dash» Паттерсон - Йориен «Sheever» ван дер Хейден                                                                              |

Источник:

## Игры с наибольшим количеством номинаций и наград
| Номинаций | Игра                          |
| --------- | ----------------------------- |
| 11        | The Last of Us Part II        |
| 9         | Hades                         |
| 8         | Ghost of Tsushima             |
| 6         | Final Fantasy VII Remake      |
| 5         | Doom Eternal                  |
| 4         | Fall Guys: Ultimate Knockout  |
| 4         | Half-Life: Alyx               |
| 3         | Animal Crossing: New Horizons |
| 3         | Ori and the Will of the Wisps |
| 3         | Fortnite                      |
| 3         | Spider-Man: Miles Morales     |
| 3         | Valorant                      |
| 2         | Among Us                      |
| 2         | Apex Legends                  |
| 2         | Assassin’s Creed Valhalla     |
| 2         | Call of Duty: Warzone         |
| 2         | Carrion                       |
| 2         | Destiny 2                     |
| 2         | Genshin Impact                |
| 2         | No Man’s Sky                  |
| 2         | Spiritfarer                   |

| Наград | Игра                     |
| ------ | ------------------------ |
| 7      | The Last of Us Part II   |
| 2      | Among Us                 |
| 2      | Final Fantasy VII Remake |
| 2      | Ghost of Tsushima        |
| 2      | Hades                    |

### Комментарии
1. ↑  Победитель присуждаемой награды был определён при помощи 100% мнения игроков по результатам трёхэтапного голосования, которое прошло 2, 4 и 6 декабря соответственно на официальном веб-сайте The Game Awards[22][23][24].